# Neneh MacDouall-Gaye

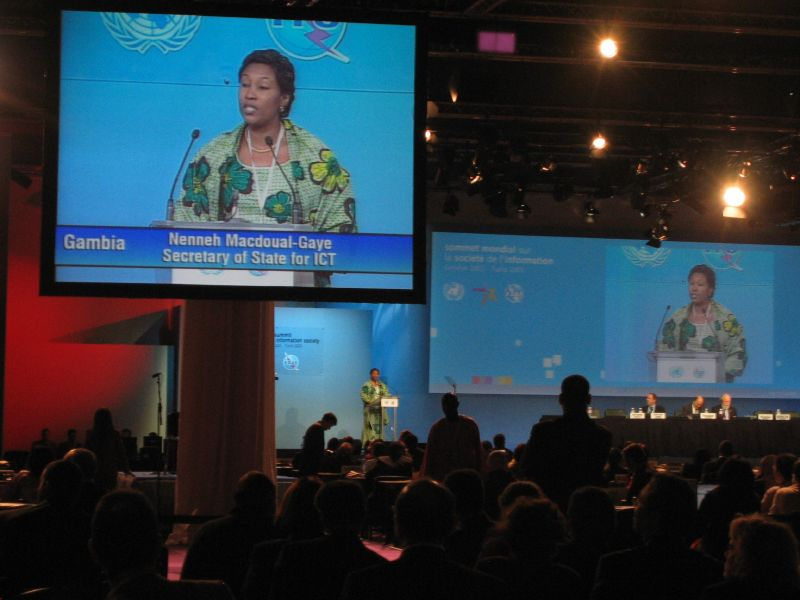

Neneh MacDouall-Gaye, född 8 april 1957 i Banjul, är en gambisk politiker. Hon var Gambias utrikesminister 2015–2017. Hon har tidigare arbetat på Radio Gambia och varit Gambias ambassadör i USA.